# Анкона (провінція)
Провінція Анкона (італ. Provincia di Ancona) — провінція в Італії, у регіоні Марке.
Площа провінції — 1 940 км², населення — 483 071 осіб.
Столицею провінції є місто Анкона.

## Географія

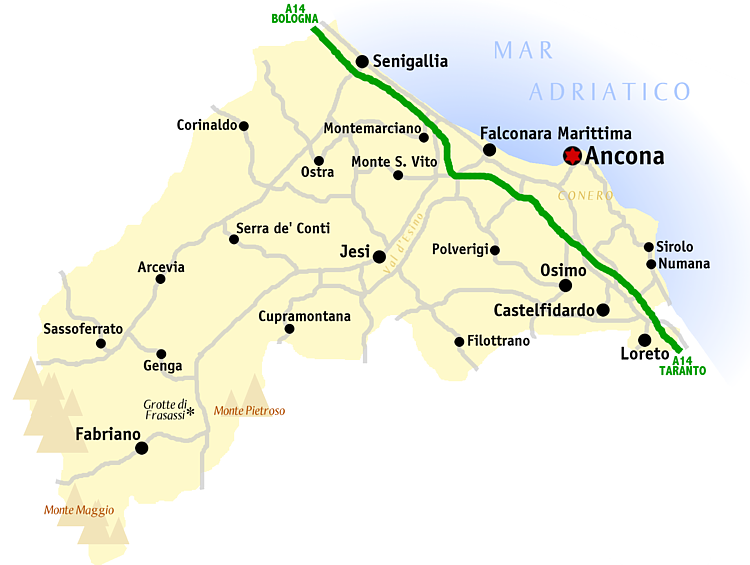
Мапа провінції

Межує на північному заході з провінцією Пезаро і Урбіно, на півдні з провінцією Мачерата, на заході з регіоном Умбрія (провінцією Перуджа).